# Crème à braser

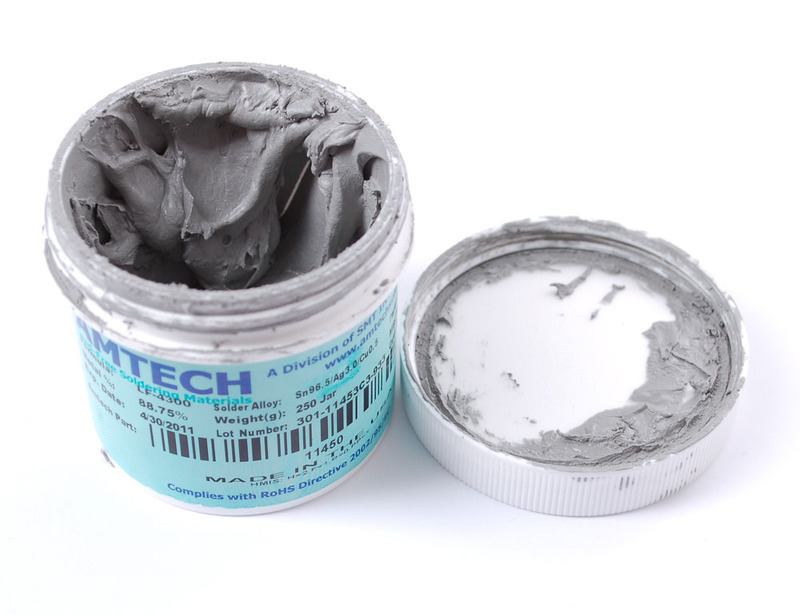
Pot de crème à braser.

Une crème à braser est une suspension d'une poudre métallique dans un liquide visqueux appelé flux de brasage. La crème à braser est utilisée pour souder des CMS (composant monté en surface) sur des cartes électroniques.
L'application de la crème peut se faire de plusieurs manières :
- Par seringue, la crème est dans une seringue et l'utilisateur la délivre par pression
- À travers un pochoir (parfois abusivement appelé sérigraphie). La pâte est étalée sur le pochoir avec une raclette. La géométrie des ouvertures et l'épaisseur du pochoir définissent la disposition et la quantité de pâte déposée sur le PCB. Le pochoir généralement en inox ou en chrome est parfois appelé écran (par abus de langage en employant la terminologie de la sérigraphie) ou stencil (terme anglais).

La colophane est un des matériaux couramment utilisés comme flux dans la crème à braser.  
Les avantages de l'utilisation de la crème à braser par rapport au métal de brasage brut sont :
- la facilité de dépose sur les cartes électroniques (produit d'apport de brasage déjà sous forme fluide et donc applicable par exemple au moyen d'un pochoir).
- la réduction de la tension de surface du produit de brasage ce qui permet de faciliter son étalement sur les zones à braser (plus d'effet "volcan" d'étain observé au pied des connexions lors du brasage à l'étain métallique de composants traversants par exemple)
- la facilité de pose des  composants électroniques (les composants montés après application de la crème à braser restent en place grâce à la crème, leurs pattes étant piégées dans ce produit visqueux. Ceux-ci peuvent alors être posés à la chaîne par des machines)
- le fait qu'il autorise le brasage général d'une carte électronique (par exemple en la passant dans un four à braser)
- la protection des métaux de l'oxydation pendant le processus de brasage (limite les contacts entre l'oxygène de l'air et le métal en fusion, dissout les oxydes)

Après brasage, le flux devient indésirable (effet corrosif) et doit souvent être retiré (dissolution par un solvant, rinçage, séchage).

## Classification d'après la taille
Les crèmes à braser sont classées d'après la taille des billes d'alliage selon la norme JEDEC J-STD 005.
| Dénomination [JEDEC] | Mesh size [µm] | Taille max. [µm]     |                               | Taille des billes [µm] | Taille moyenne [µm] |                            |
|                      |                | (pas plus grand que) | (Moins de 1 % plus grand que) | (80 % min. entre)      |                     | (10 % max. plus petit que) |
| -------------------- | -------------- | -------------------- | ----------------------------- | ---------------------- | ------------------- | -------------------------- |
| Type 1               |                | 160                  | 150                           | 150-75                 |                     | 20                         |
| Type 2               | -200/+325      | 80                   | 75                            | 75-45                  | 60                  | 20                         |
| Type 3               | -325/+500      | 50                   | 45                            | 45-20                  | 36                  | 20                         |
| Type 4               | -400/+635      | 40                   | 38                            | 38-20                  | 31                  | 20                         |
| Type 5               | -500           | 30                   | 25                            | 25-10                  |                     | 10                         |
| Type 6               | -635           | 20                   | 15                            | 15-5                   |                     | 5                          |
| Type 7               |                | 15                   | 11                            | 11-2                   |                     |                            |
| Type 8               |                | 11                   | 10                            | 8-2                    |                     |                            |